# Peter Georgi
Peter Georgi (* 1942; † Mitte 2021 in Berlin) war ein deutscher Schauspieler. Er wurde bekannt dafür, dass er in Kaufhäusern den Weihnachtsmann spielte.

## Werdegang
Georgi stammte aus Hamburg, hat jedoch die letzten Jahre in Berlin gelebt. In der Hauptstadt hatte er 13 Jahre lang für das KaDeWe den Weihnachtsmann gespielt, sollte jedoch im Jahr 2014 gekündigt werden, weil er mit 72 Jahren zu alt für die Rolle sei. Georgi wehrte sich gegen den Abgang und ein Aufruhr ging durch die Bevölkerung, Presse und Funk. Auch im Ausland wurde über den Vorfall berichtet. Georgi trat daraufhin in anderen Kaufhäusern und auf dem Gendarmenmarkt in seiner gewohnten Rolle auf. Ab dem Jahr 2019 wirkte Georgi bei der Youtube-Serie Oma geht steil mit, in der er Dinge machte, welche eigentlich nur junge Leute tun. Anfang des gleichen Jahres wurde er in Berlin-Wilmersdorf von einem Auto angefahren.
Im Juli 2021 fand der Produzent von Oma geht steil Georgi tot in seiner Berliner Wohnung auf. Nach Angaben der Berliner Polizei sei der ehemalige Weihnachtsmann Ende Juni oder Anfang Juli in seiner Wohnung eines natürlichen Todes gestorben. Der Nachlassverwalter ermittelte einen Bruder des Toten, jedoch wurde Georgi an einem unbekannten Ort beigesetzt.
Peter Georgi arbeitete auch als Foto- und Laufstegmodell. So war er z. B. Motiv einer Arbeit des Fotografen Tomaso Baldessarini, welche 2014 im Rahmen der Ausstellung  Anti.Mono.Stereo in Berlin zu besichtigen war.
Die Rockband Rammstein castete Peter Georgi 2004 als Weihnachtsmann für ihr Musikvideo zu dem Song Amerika.